# Orthochromis
Orthochromis is een geslacht van straalvinnige vissen uit de familie van de cichliden (Cichlidae).

## Soorten
- Orthochromis kalungwishiensis (Greenwood & Kullander, 1994)
- Orthochromis kasuluensis De Vos & Seegers, 1998
- Orthochromis luichensis De Vos & Seegers, 1998
- Orthochromis luongoensis (Greenwood & Kullander, 1994)
- Orthochromis machadoi (Poll, 1967)
- Orthochromis malagaraziensis (David, 1937)
- Orthochromis mazimeroensis De Vos & Seegers, 1998
- Orthochromis mosoensis De Vos & Seegers, 1998
- Orthochromis polyacanthus (Boulenger, 1899)
- Orthochromis rubrolabialis De Vos & Seegers, 1998
- Orthochromis rugufuensis De Vos & Seegers, 1998
- Orthochromis stormsi (Boulenger, 1902)
- Orthochromis torrenticola (Thys van den Audenaerde, 1963)
- Orthochromis uvinzae De Vos & Seegers, 1998